# Агирбічу (Клуж)
Агирбічу (рум. Agârbiciu) — село у повіті Клуж в Румунії. Входить до складу комуни Кепушу-Маре.
Село розташоване на відстані 339 км на північний захід від Бухареста, 24 км на захід від Клуж-Напоки.

## Населення
За даними перепису населення 2002 року у селі проживала 541 особа, з них 539 осіб (99,6%) румунів. Рідною мовою 540 осіб (99,8%) назвали румунську.